# Srečna mladina.
Srečna mladina. je tretji studijski album ljubljanske alternativne rock skupine Srečna mladina, izdan 9. maja 2002 v samozaložbi.
Skladba »0:29« se je leta 2014 pojavila v filmu Zgodbe iz sekreta režiserjev Tijane Zinajić in Gregorja Andolška.

## Ozadje
Skupina je po izidu albuma Đa Balkan rasa zapustila založbo Nika Records. Med iskanjem nadomestne založbe je skupina postala manj aktivna, njeni člani so imeli zato več prostora za druge projekte. Andrej Zavašnik je igral z bendoma Skor in Trije puhalci, posnel je tudi bobne za plošči Raj ansambla Prisluhnimo tišini in Nothing's Safe kolektiva Very Used Artists; Peter Dekleva je igra v spremljevalnem bendu Tinkare Kovač, nekaj časa tudi Anike Horvat, in v bendih Sausages in Good Stuff; Tim Kostrevc je gostoval na posnetkih Ramba Amadeusa in Sitih hlapcih; Vlado Mihajlović se je bolj posvetil gibanju Street Explosion; Dado Sheik pa je deloval s skupinama Skate Posers in Happy Generated People. Marca in aprila 1999 so Mihajlović, Zavašnik in Dekleva odigrali slovensko turnejo z beograjskim raperjem Voodoo Popeyejem kot njegov spremljevalni bend, ki je požel zelo dobre kritike. Vendar pa se še vedno z nobenim založnikom niso uspeli dogovoriti za naslednji izdelek. Zadnji koncert pred začasnim nenastopanjem je Srečna mladina odigrala 24. septembra 2000.
Decembra 2000 je bend zapustil Dado Sheik. Ostali člani so od januarja do maja 2001 intenzivno vadili, ustvarjali nove melodije, vmes pa nekajkrat gostovali z živo kulisno glasbo v predstavi »Krst pri šestici« Dejmo stisn't teatra. V zaklonišče, kjer so vadili, so začeli prihajati klaviature, tolkala itn., kar so izkoristili za spremembo zvoka.

## Snemanje
Julija 2001 so se člani skupine odpravili v studio na Metelkovi (snemalec Rok Podbevšek), kjer so posneli 13 kompozicij, nekaj neposnetih še iz časov Dada Sheika v novi preobleki, nekaj pa povsem novih. Do januarja 2002 so se posnetki miksali pod taktirko Julija Zornika, ki je kot producent debitiral. Aprila luč sveta zagleda videospot »Pop-muzik«, maja pa se je po skoraj dveh letih nenastopanja začela promocija nove plošče z naslovom Srečna mladina.

## Promocija
Junija 2002 je bend zapustil dotedanji basist Tomi Demšer, zamenjal pa ga je Anže Langus, spremljevalni basist Tinkare Kovač, član projekta Half Naked, studijski glasbenik za različne izvajalce (med drugimi tudi Sestre in Make Up 2), nekoč član Babewatch. Srečna mladina je poleti igrala na nekaj festivalih, jeseni pa na klubskih prizoriščih. Konec leta 2002 je izšel drugi videospot pesmi z albuma, za skladbo »T.t.r., t.t.r., t.t.r.«
V začetku leta 2004 je skupina koncertirala po različnih koncih Slovenije. Junija je prejela bumerang za prodor leta, kmalu zatem pa izdala tretji, finalni videospot z albuma, z imenom »Roller-roller« – posnet v živo v prostoru, kjer so vadili.

## Seznam pesmi
Vse pesmi je napisala skupina Srečna mladina.
1. »Zavaman Big Beat« – 0:31
2. »Roller-roller« – 3:18
3. »T.t.r, t.t.r, t.t.r« – 5:38
4. »Hawaii Fun MiXXX« – 5:25
5. »Pop-muzik« – 2:44
6. »Majstore« – 2:24
7. »Novo jutro III (sreda)« – 4:19
8. »Roža kosmatinka« – 5:36
9. »0:29« – 0:29
10. »Rod norcev« – 3:16
11. »Svet št. 505« – 5:39
12. »Khrshtchen prashichek« – 9:14
13. »Peribuspulus Junior« – 2:11

## Zasedba
| Srečna mladina - Tomi Demšer — bas kitara - Vlado Mihajlović — vokal, bas kitara - Andrej Zavašnik — bobni, vokal, kitara - Tim Kostrevc — saksofon, klaviature, vokal - Peter Dekleva — kitara, vokal | Ostali glasbeniki - Igor Jovo Brvar — shaker (»Majstore«, »Svet št. 505«, »Hawaii Fun MiXXX«) - Vanja Milinković — vokal (»Hawaii Fun MiXXX«) - Rok Podbevšek — Aaaah (»Novo jutro III«), kitara (»Hawaii Fun MiXXX«) - ph@0.D — violin remix (»Khrshtchen prashichek«) - Špela, Neža in Špela - trio violin - violine (»Khrshtchen prashichek«) - Žare Pak — programming (»Pop muzik« ) Ostali - Rok Podbevšek — snemanje - Julij Zornik — produkcija |